# Pintura barroca

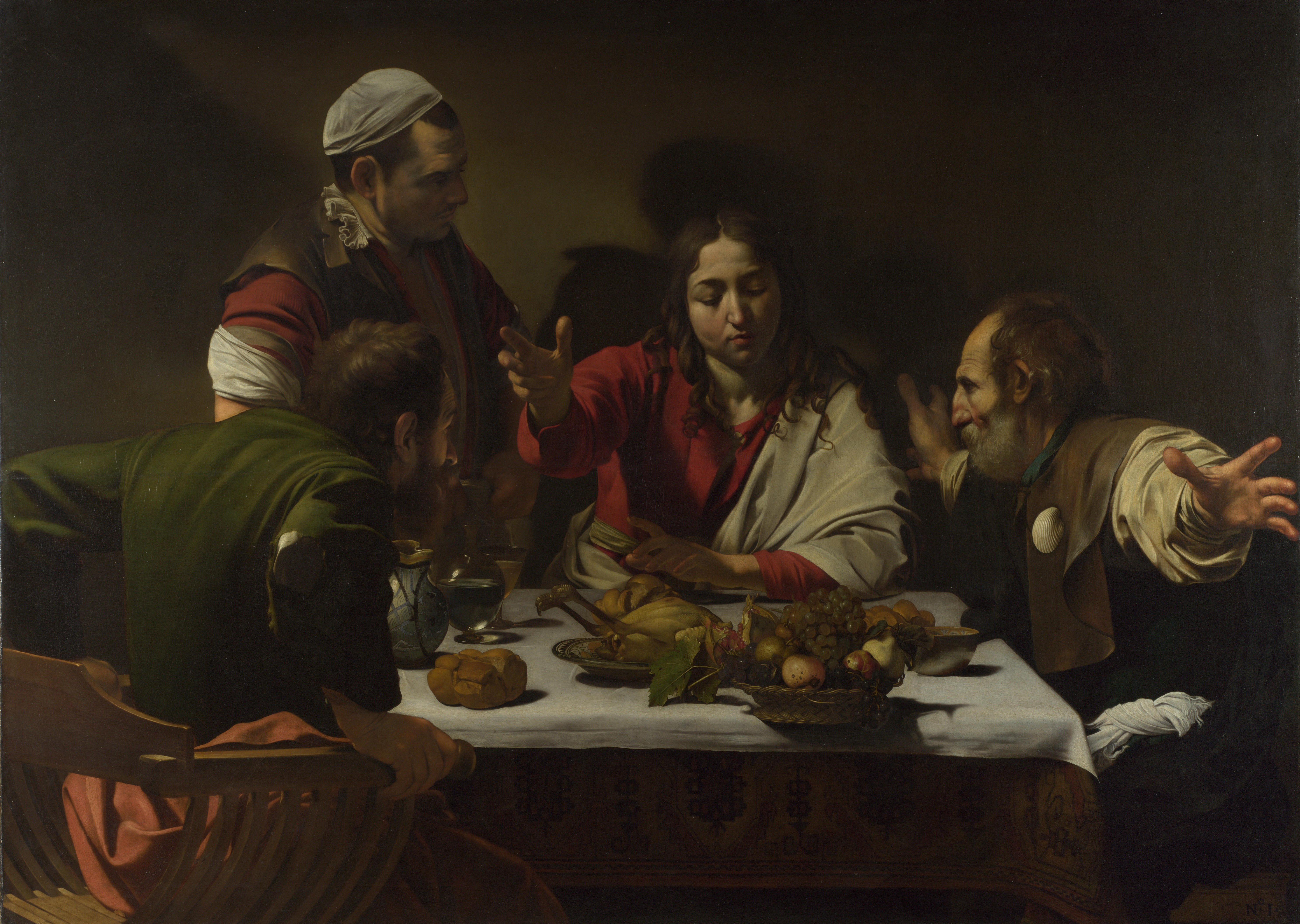
Sopar a Emmaus, pintat el 1601 per Caravaggio

La pintura barroca és un període pictòric de la història de l'art desenvolupat a Europa. Durant aquest període artístic la pintura adquireix un paper prioritari dins de les manifestacions artístiques. Essent l'expressió característica del pes de la religió en els països catòlics i del gust burgès en els països protestants.
Es desenvolupen nous gèneres com els bodegons, paisatges, retrats, escenes costumistes. Igualment, s'enriqueix la iconografia de tipus religiós. Existeix una tendència i una cerca del realisme que es conjuga amb la teatralitat i sovint el dramatisme.
El color, la llum i el moviment, són els elements que defineixen la forma pictòrica, mentre que la dinàmica de l'espai, la visió de les escenes en profunditat, l'estructuració de les composicions mitjançant diagonals i la distribució de taques de llum i color configura l'espai com una cosa dinàmica, on els contorns es dilueixen i les figures perden rellevància davant la unitat de l'escena.

## Pintura barroca a Itàlia
La pintura a Itàlia de l'època intenta trencar amb les formes de l'estil artístic que va dominar Itàlia des del final del Renaixement fins a l'inici del Barroc. Els encarregats en van ser dos grups ben diferenciats; d'una banda, el pintor Caravaggio i de l'altra els germans Carrassí (Ludovico, Agostino i Annibale).
El naturalisme, del qual el Caravaggio n'és el millor representat, tracta temes de la vida quotidiana, amb imatges tètriques usant efectes de llum. Els clarobscurs procuren donar intensitat i vistositat. Fugen dels ideals de la bellesa, mostrant la realitat tal com és.
D'altra part, els Carracci formen l'anomenat classicisme. Els temes a dibuixar són inspirats de la cultura grecollatina, amb éssers mitològics. Els autors del segle xvi, com Rafael i Miquel Àngel són fortes influències. El color és suau, igual que la llum, i es pinta a frescs i sostres.
Ambdues tendències van deixar l'escola i van servir per renovar l'escenari pictòric. La presència de Rubens, un altre geni del Barroc, a Gènova es veu reflectida per les obres de la zona.

## Pintura barroca a França
A França, el manierisme es veu influenciat pel Barroc. La pintura és classicista i es fa servir per decorar palaus, amb un estil sobri i equilibrat. Es pinten retrats i es tracten temes mitològics.
El seu autor més destacat és Nicolas Poussin, qui va estar clarament influenciat pels corrents italians, després de la seva visita a Roma. Va buscar la inspiració a les cultures grecoromanes. Altres artistes van ser Georges de La Tour i Felip de Champaign.
Tot i així, el barroc a França va ser poc més que una influència, transformant-se després amb el rococó.

## Pintura barroca a Flandes i als Països Baixos
A Flandes la figura de Rubens, desenvolupant una pintura aristocràtica i religiosa esdevé central, mentre que a Holanda, la pintura serà burgesa, predominant els temes paisatgístics, retrats i temes de la vida quotidiana, amb la figura de Rembrandt com a màxim exponent i d'altres, com ara Maria van Oosterwijk, a un nivell més secundari.

## Pintura barroca a Espanya
A Espanya, el barroc suposa el moment culminant de l'activitat pictòrica, destacant una gran quantitat de pintors, la genialitat i mestria de Velázquez, Murillo, Zurbarán, o el valencià Josep de Ribera. El període va ser conegut com a Segle d'or espanyol, com es veu veient la gran quantitat d'importants figures que treballaran, a pesar de la crisi econòmica que patia el país.
Els pintors espanyols usen la inspiració d'artistes italians com Caravaggio i el seu tenebrisme. La pintura flamenca barroca influeix notablement a Espanya, a causa del mandat que s'exerceix a la zona, i l'arribada de Rubens al país com a pintor de la cort.
Les principals escoles de l'art barroc van ser les de Madrid, Sevilla i València.
La temàtica d'Espanya, catòlica i monàrquica, és clarament religiosa. La majoria d'obres van ser directament encarregades per l'església. D'altra part, moltes pintures tracten de reis, nobles i les seves guerres, com el famós quadre La rendició de Breda que va pintar Velázquez el 1635 pel Palacio del Buen Retiro de Madrid. La mitologia i els temes clàssics també van ser una constant. Però la religió cristiana és la que més es repeteix, pot servir com a exemple el Martiri de Sant Felip, gran obra de Ribera. El realisme de les obres s'usarà per transmetre al fidel la idea religiosa, per la qual cosa el barroc va ser una arma per l'església.
Els colors són vius, amb múltiples focus de llum que creen moltes zones d'ombra. El tenebrisme italià es deixarà sentir a tots els pintors espanyols. Les figures no solen posar, són captades amb un moviment exagerat per donar força a l'escena. Els quadres a l'oli són gegants i habitualment complexes, amb diverses figures i gestos expressius.

## Pintura barroca als Països Catalans
Als Països catalans dins el tenebrisme destacà sobretot Josep de Ribera, un dels pintors més importants del segle xvii, però la pintura catalana barroca conreà, sobretot, l'idealisme eclèctic. El perpinyanès Jacint Rigau, que marca un abans i un després en el camp dels retrats pictòrics, i Antoni Viladomat, el pintor preferit per l'església per l'estil emotiu i serè, van ser els dos artistes catalans més importants de la pintura barroca.